# De Kikiwikies
De Kikiwikies is het 74ste stripverhaal van Jommeke. De reeks wordt getekend door striptekenaar Jef Nys.

## Personages
- Jommeke
- Flip
- Filiberke
- Annemieke en Rozemieke
- professor Gobelijn
- de Kikiwikies
- Kwak en Boemel
- kleine rollen : Pekkie, Choco

## Verhaal
Jommeke en zijn vrienden willen de professor verrassen voor zijn verjaardag. Gezien hij in een afgelegen laboratorium aan het werk is, vertrekken ze met de fiets naar hem. Die avond besluiten ze nabij het laboratorium te kamperen. Bij het ontwaken merken ze een ruimtetuig op, maar door het genies van Filiberke vertrekt het uitstappende wezen snel weer. De vrienden bellen daarna aan bij de jarige professor Gobelijn en brengen hem op de hoogte van wat ze zagen. De professor is uitzinnig van vreugde want blijkbaar kwam het ruimteschip af op zijn nieuwste uitvinding, de Gobo-stralen waarmee hij contact met andere planeten probeert te maken. Hij zendt opnieuw Gobo-stralen uit en enige tijd later landt het ruimtetuig opnieuw.
Aan boord blijken twee wezens te zitten, Kikiwikies van de planeet Kikiwikie. Via een taalknop kunnen ze met de professor en de vrienden spreken. Hun planeet blijkt in een ander planetenstelsel te liggen en hun beschaving staat veel verder. Terwijl de vrienden met de Kikiwikies praten, merken ze niet dat Kwak en Boemel hun bespieden. Ze blijken voor een TV te werken en hebben het ruimtetuig zien landen. Vanop afstand filmen ze alles om er een reportage van te maken. Tijdens het gesprek tonen de Kikiwikies ook een straaltoestel waarmee ze van een grondstof een afgewerkt product kunnen maken. Terwijl de vrienden naar binnen gaan, besluiten Kwak en Boemel het achtergelaten straaltoestel voor zichzelf buit te maken. De Kikiwikies merken dit op en met de vernuftige apparatuur in hun ruimteschip ontdekken ze al vlug de wegrijdende Kwak en Boemel op. Vanop afstand slagen ze erin hun voertuig te saboteren, het straaltoestel zodanig te bedienen dat Kwak en Boemel het achterlaten en de reportage op de filmpellicule te vernietigen. Kwak en Boemel worden meteen ontslagen. De vrienden bezorgen de Kikiwikies hun straaltoestel terug, waarna ze afscheid nemen en de Kikiwikies terug naar hun planeet vertrekken.

## Achtergronden bij het verhaal
- Dit verhaal gaat mee in de sfeer van de sciencefiction die in die periode bijzonder populair was. Ruimtewezens kwamen in tal van verhalen, strips en films voor. Samen met een kort nadien verschenen vervolgverhaal (Opstand in Kokowoko) is dit het enige album uit de reeks waarin ruimtewezens meespelen. Doorheen de reeks waren en zouden er tal van fictieve wezens in de albums voorkomen, maar de Kikiwikies waren de enige ruimtewezens tot nu toe.
- Het verhaal hoort thuis in de reeks verhalen waarbij er op boeven gejaagd wordt, maar door de introductie van het ruimteschip gebeurt de achtervolging enkel op afstand.
- In het album wordt vermeld dat professor Gobelijn op 25 augustus jarig is en Flip op 12 oktober.
- Het geheime labo van de professor in de Trezebezebiezebossen komt in de rest van de reeks niet meer voor.